# リチャード・ウィルソン (俳優)

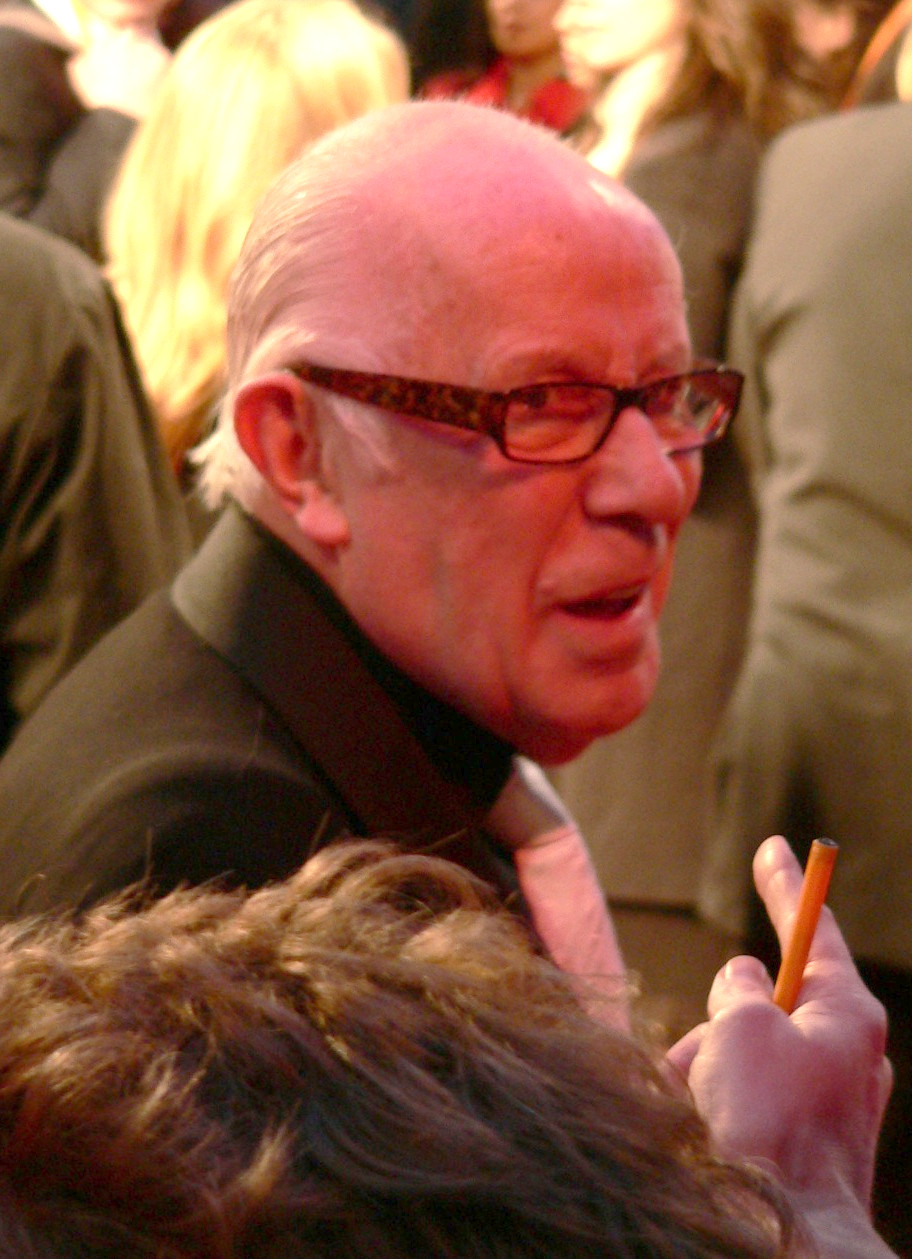
2007年

リチャード・ウィルソン（英語: Richard Wilson、1936年7月9日 - ）は、イギリスの俳優、演出家、放送作家。
誕生名はイアン・カーマイケル・ウィルソン（Iain Carmichael Wilson）。BBCの『One Foot in the Grave』のビクター・メルドリュー役で知られている。同局のドラマ『魔術師 MERLIN』においては、宮廷医師ガイウスを演じている。